# Ruda (powiat miński)
Ruda – wieś sołecka w Polsce położona w województwie mazowieckim, w powiecie mińskim, w gminie Dębe Wielkie.
W czasie Królestwa Polskiego istniała gmina Ruda.
W latach 1975–1998 miejscowość należała administracyjnie do województwa siedleckiego.
W okresie międzywojennym we dworze majątku Ruda mieszkał z rodziną Marian hrabia Starzeński herbu Lis. Zachowały się pozostałości bramy wjazdowej do dworu (sam dwór został rozebrany po II WŚ) i czworaki oraz park ze starodrzewiem i obiekt stawowy Ruda (pobierający wodę z rzeki Mieni). Starzeński zbudował na Mieni cały system melioracyjny regulujący wylewającą stale rzekę – tamę, jazy i stawy rybne – tzw. Stawy Kroczkowe i Łąkowe.
We wsi znajdują się m.in.:
- Szkoła Podstawowa im. Gen. Józefa Bema[10]
- amatorski zespół piłkarski Płomień
- Ochotnicza Straż Pożarna[11]
- ruiny szkoły zbudowanej w 1901 roku przez rodzinę Starzeńskich
- rozpoczęta została budowa pierwszego w Polsce Domu dla muzyków niepełnosprawnych[12]
- niepubliczne przedszkole U cioci Ewy[potrzebny przypis]

Z dzikich zwierząt łatwo tu spotkać bobry i bociany. Stawy rybne i rzeka Mienia stanowią ostoję dzikiego ptactwa.

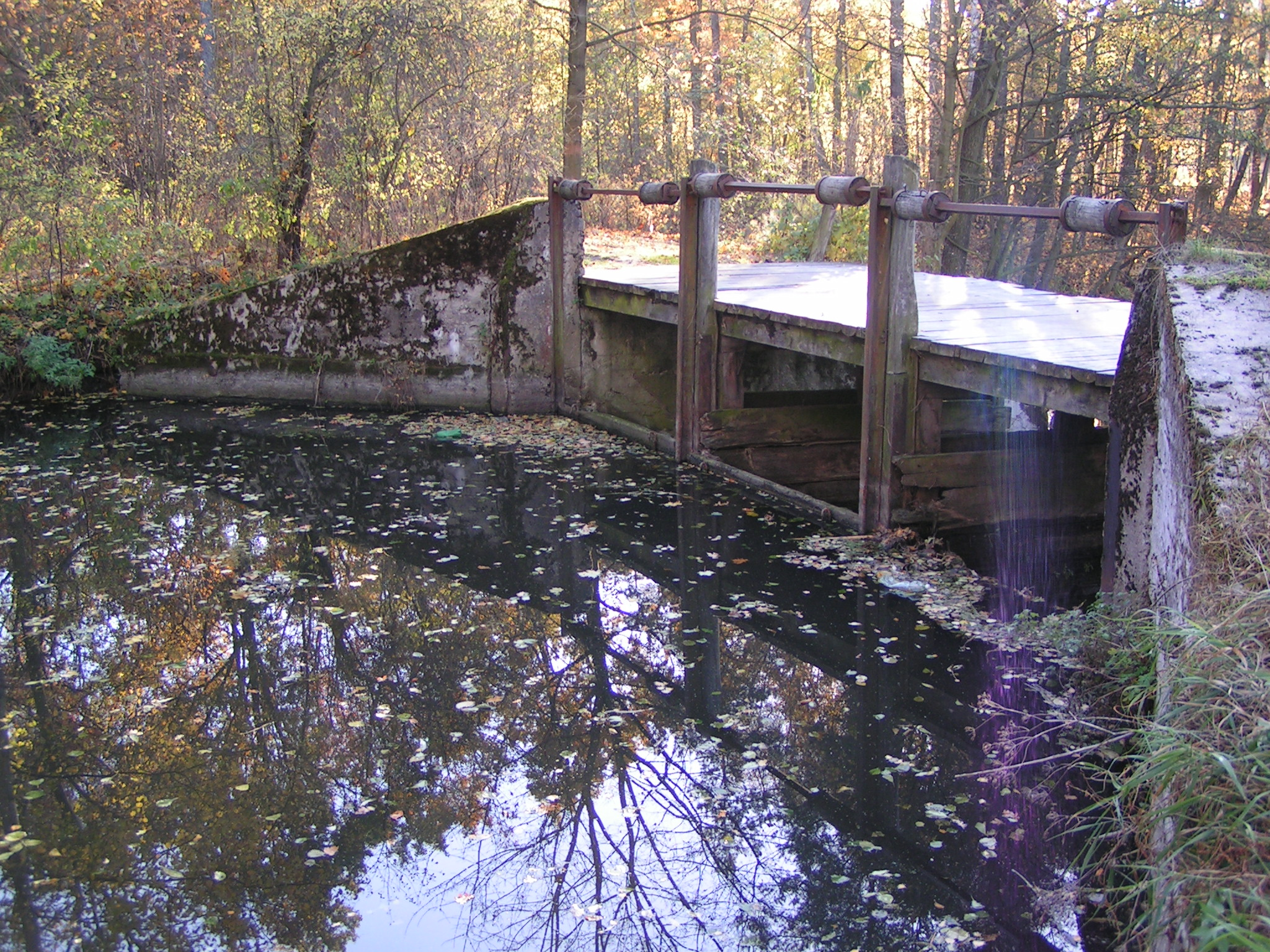
Ruda, stara tama na rzece Mieni

Spis powszechny w 2011 ustalił populację wsi na 654 osoby. Według danych przedstawionych przez władze gminne w 2020 było ich 801.
Wierni Kościoła rzymskokatolickiego należą do parafii bł. Honorata Koźmińskiego w Chrośli.